# 24 ur Le Mansa 1987
24 ur Le Mansa 1987 je bila petinpetdeseta vzdržljivostna dirka 24 ur Le Mansa in peta dirka Svetovnega prvenstva športnih dirkalnikov v sezoni 1987. Potekala je 13. in 14. junija 1987.

## Rezultati

### Uvrščeni
| Poz | Razred | Št  | Moštvo                      | Dirkači                                           | Šasija       | Motor                         | Krogi |
| --- | ------ | --- | --------------------------- | ------------------------------------------------- | ------------ | ----------------------------- | ----- |
| 1   | C1     | 17  | Rothmans Porsche AG         | Hans Joachim Stuck Derek Bell Al Holbert          | Porsche 962C | Porsche 3.0L Turbo Flat-6     | 354   |
| 2   | C1     | 72  | Primagaz Competition        | Jürgen Lässig Pierre Yver Bernard de Dryver       | Porsche 962C | Porsche 2.8L Turbo Flat-6     | 334   |
| 3   | C1     | 13  | Primagaz Competition        | Pierre-Henri Raphanel Yves Courage Hervé Regout   | Cougar C20   | Porsche 2.8L Turbo Flat-6     | 331   |
| 4   | C1     | 11  | Porsche Kremer Racing       | George Fouché Franz Konrad Wayne Taylor           | Porsche 962C | Porsche 2.8L Turbo Flat-6     | 326   |
| 5   | C1     | 4   | Silk Cut Jaguar (TWR)       | Eddie Cheever Raul Boesel Jan Lammers             | Jaguar XJR-8 | Jaguar 6.9L V12               | 324   |
| 6   | C2     | 111 | Spice Engineering           | Gordon Spice Fermín Velez Philippe de Henning     | Spice SE86C  | Ford Cosworth DFL 3.3L V8     | 320   |
| 7   | GTP    | 202 | Mazdaspeed Co. Ltd.         | Dave Kennedy Mark Galvin Pierre Diudonné          | Mazda 757    | Mazda 13G 2.0L 3-Rotor        | 318   |
| 8   | C2     | 102 | Ecurie Ecosse               | David Leslie Ray Mallock Marc Duez                | Ecosse C286  | Ford Cosworth DFL 3.3L V8     | 307   |
| 9   | C2     | 121 | Cosmik GP Motorsport        | Dudley Wood Costas Los Tom Hessert                | Tiga GC287   | Ford Cosworth DFL 3.3L V8     | 274   |
| 10  | C2     | 114 | Team Tiga Ford Denmark      | Thorkild Thyrring John Sheldon Ian Harrower       | Tiga GC287   | Ford Hart DBT-E 2.3L Turbo I4 | 271   |
| 11  | C2     | 177 | Automobiles Louis Descartes | Jacques Heuclin Dominique Lacaud Louis Descartes  | ALD 03       | BMW M88 3.5L I6               | 269   |
| 12  | C1     | 40  | Graff Racing                | Jean-Philippe Grand Gaston Rahier Jacques Terrien | Rondeau M482 | Ford Cosworth DFL 3.3L V8     | 259   |

### Neuvrščeni
Niso prevozili 70% razdalje zmagovalca (247 krogov)
| Poz | Razred | Št  | Moštvo                      | Dirkači                                         | Šasija        | Motor                   | Krogi |
| --- | ------ | --- | --------------------------- | ----------------------------------------------- | ------------- | ----------------------- | ----- |
| 13  | C2     | 108 | Roland Bassaler             | Jean-François Yver Yves Hervalet Hervé Bourjade | Sauber SHS C6 | BMW M88 3.5L I6         | 257   |
| 14  | C2     | 127 | Chamberlain Engineering     | Nick Adams Graham Duxbury Richard Jones         | Spice SE86C   | Hart 418T 1.8L Turbo I4 | 239   |
| 15  | C2     | 178 | Automobiles Louis Descartes | Michel Lateste Gérard Tremblay Sylvain Boulay   | ALD 02        | BMW M88 3.5L I6         | 235   |

### Odstopi
| Poz | Razred | Št  | Moštvo                                    | Dirkači                                                | Šasija              | Motor                        | Krogi         |
| --- | ------ | --- | ----------------------------------------- | ------------------------------------------------------ | ------------------- | ---------------------------- | ------------- |
| 16  | C2     | 181 | Dune Motorsport                           | Neil Crang Jeann Krucker Duncan Bain                   | Tiga GC287          | Rover 3.0L V6                | 260           |
| 17  | C1     | 6   | Silk Cut Jaguar (TWR)                     | Martin Brundle John Nielsen Armin Hahne                | Jaguar XJR-8        | Jaguar 6.9L V12              | 231           |
| 18  | C2     | 123 | Charles Ivey Racing                       | John Cooper Tom Dodd-Noble Max Cohen-Olivar            | Tiga GC287          | Porsche 2.6L Turbo Flat-6    | 224           |
| 19  | C2     | 116 | Luigi Taverna Technoracing                | Luigi Taverna Evan Clements Patrick Trucco             | Alba AR3            | Ford Cosworth DFL 3.3L V8    | 219           |
| 20  | GTX    | 203 | Rothmans Porsche AG                       | René Metge Claude Haldi Kees Nierop                    | Porsche 961         | Porsche 2.8L Turbo Flat-6    | 199           |
| 21  | C1     | 23  | Nissan Motorsport (NISMO)                 | Kazuyoshi Hoshino Kenji Takahashi Keiji Matsumoto      | Nissan (March) R87E | Nissan 3.0L Turbo V8         | 181           |
| 22  | C2     | 103 | John Bartlett Racing                      | Tim Lee-Davey Robin Donovan Raymond Boutinaud          | Bardon DB1/2        | Ford Cosworth DFL 3.0L V8    | 172           |
| 23  | C2     | 125 | Vetir Racing Team                         | Jean-Claude Justice Patrick Oudet Bruno Sotty          | Tiga GC84           | Ford Cosworth DFL 3.3L V8    | 164           |
| 24  | C1     | 5   | Silk Cut Jaguar (TWR)                     | Jan Lammers John Watson Win Percy                      | Jaguar XJR-8        | Jaguar 6.9L V12              | 158           |
| 25  | C2     | 198 | Roy Baker Productions                     | David Andrews Mark Peters Mike Allison                 | Tiga GC286          | Ford Cosworth DFL 3.3L V8    | 139           |
| 26  | C2     | 101 | Ecurie Ecosse                             | Mike Wilds Les Delano Andy Petery                      | Ecosse C286         | Ford Cosworth DFL 3.3L V8    | 135           |
| 27  | C1     | 61  | Kouros Racing                             | Mike Thackwell Henri Pescarolo Hideki Okada            | Sauber C9           | Mercedes-Benz 5.0L Turbo V8  | 123           |
| 28  | C1     | 3   | Brun Motorsport                           | Bill Adam Richard Spenard Scott Goodyear               | Porsche 962C        | Porsche 2.8L Turbo Flat-6    | 120           |
| 29  | C1     | 32  | Nissan Motorsport (NISMO)                 | Masahiro Hasemi Takao Wada Aguri Suzuki                | Nissan (March) 87E  | Nissan 3.0L Turbo V8         | 117           |
| 30  | C1     | 15  | Equipe Liqui Moly                         | Jonathan Palmer James Weaver Price Cobb                | Porsche 962C        | Porsche 2.8L Turbo Flat-6    | 112           |
| 31  | C1     | 1   | Brun Motorsport                           | Michel Trollé Paul Belmondo Pierre de Thoisy           | Porsche 962C        | Porsche 2.8L Turbo Flat-6    | 88            |
| 32  | C1     | 29  | Italya Sports                             | Anders Olofsson Alain Ferté Patrick Gonin              | Nissan (March) R86V | Nissan 3.0L Turbo V6         | 86            |
| 33  | C1     | 2   | Brun Motorsport                           | Oscar Larrauri Jésus Pareja Uwe Schäfer                | Porsche 962C        | Porsche 2.8L Turbo Flat-6    | 40            |
| 34  | C1     | 37  | Toyota Team Tom's                         | Tiff Needell Masanori Sekiya Kazuyoshi Hoshino         | Toyota (Dome) 87C   | Toyota 2.1L Turbo I4         | 39            |
| 35  | C1     | 62  | Kouros Racing                             | Chip Ganassi Johnny Dumfries Mike Thackwell            | Sauber C9           | Mercedes-Benz 5.0L Turbo V8  | 37            |
| 36  | GTP    | 201 | Mazdaspeed Co. Ltd.                       | Yoshimi Katayama Yojiro Terada Takashi Yorino          | Mazda 757           | Mazda 13G 2.0L 3-Rotor       | 34            |
| 37  | C1     | 36  | Toyota Team Tom's                         | Alan Jones Geoff Lees Eje Elgh                         | Toyota (Dome) 87C   | Toyota 2.1L Turbo I4         | 19            |
| 38  | C2     | 113 | José Thibault                             | José Thibault André Heinrich                           | Chevron B36         | Chrysler-Simca (ROC) 2.1L I4 | 18            |
| 39  | C1     | 18  | Rothmans Porsche AG                       | Bob Wollek Jochen Mass Vern Schuppan                   | Porsche 962C        | Porsche 3.0L Turbo Flat-6    | 16            |
| 40  | C1     | 51  | WM Secateva                               | Jean-Daniel Raulet François Migault Pascal Pessiot     | WM P86              | Peugeot PRV 2.8L Turbo V6    | 14            |
| 41  | C2     | 118 | Olindo Iaccobelli Chamberlain Engineering | Olindo Iaccobelli Jean-Louis Ricci Georges Tessier     | Royale RP40         | Ford Cosworth DFL 3.3L V8    | 13            |
| 42  | C1     | 52  | WM Secateva                               | Roger Dorchy Philippe Gache Dominique Delestre         | WM P87              | Peugeot PRV 2.8L Turbo V6    | 13            |
| 43  | C2     | 200 | Dahm Cars Racing Team                     | Peter Fritsch Teddy Pilette Jean-Paul Libert           | Argo JM19           | Porsche 3.2L Turbo Flat-6    | 12            |
| 44  | C1     | 8   | Joest Racing                              | Frank Jelinski Stanley Dickens Hurley Haywood          | Porsche 962C        | Porsche 2.8L Turbo Flat-6    | 7             |
| 45  | C1     | 10  | Porsche Kremer Racing                     | Kris Nissen Volker Weidler Kunimitsu Takahashi         | Porsche 962C        | Porsche 2.8L Turbo Flat-6    | 6             |
| 46  | C2     | 117 | Team Lucky Strike Schanche                | Martin Schanche Will Hoy Robin Smith                   | Argo JM19B          | Zakspeed 1.8L Turbo I4       | 5             |
| 47  | C1     | 7   | Joest Racing                              | Sarel van der Merwe David Hobbs Chip Robinson          | Porsche 962C        | Porsche 2.8L Turbo Flat-6    | 4             |
| 48  | C1     | 42  | Noël del Bello                            | Pierre Alain Lombardi Gilles Lempereur Jacques Guillot | Sauber C8           | Mercedes-Benz 5.0L Turbo V8  | 4             |
| -   | C1     | 19  | Rothmans Porsche AG                       | Kees Nierop Price Cobb Vern Schuppan                   | Porsche 962C        | Porsche 2.8L Turbo Flat-6    | Did Not Start |

### Statistika
- Najboljši štartni položaj - #18 Rothmans Porsche AG - 3:21.090
- Najhitrejši krog - #62 Kouros Racing - 3:25.400
- Razdalja - 4791.7km
- Povprečna hitrost - 199.661km/h